# Culture en bande

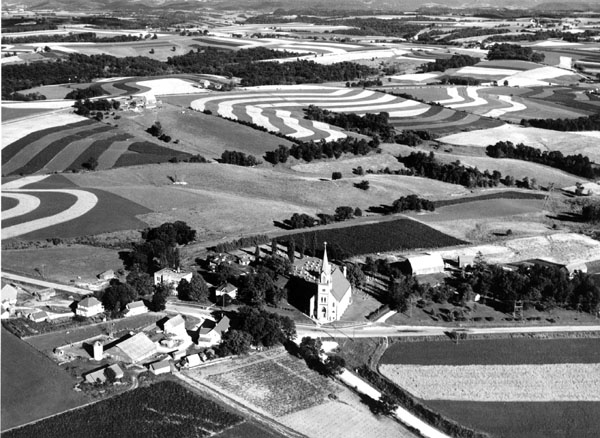
Strip farming au Wisconsin en 1957

La culture en bandes (en anglais Strip farming) est une méthode agricole qui consiste à cultiver un champ divisé en longues et étroites bandes alternées dans un système de rotation des cultures. Il est utilisé lorsqu'une pente est trop raide ou lorsqu'il n'existe aucune autre méthode permettant de prévenir l'érosion du sol. Les cultures les plus courantes pour la culture en bandes sont les cultures les plus semées telles que le foin, le blé ou d'autres plantes fourragères, en alternance avec des bandes de cultures en rangées telles que le maïs, le soja, le coton ou la betterave sucrière. Les fourrages servent principalement de culture de couverture. Dans certains systèmes, des bandes dans des zones particulièrement érodées sont utilisées pour développer une végétation protectrice permanente ; dans la plupart des systèmes, cependant, toutes les bandes sont alternées sur une base annuelle.

## Dimensions
Les largeurs des bandes sont déterminées par un certain nombre de facteurs, les deux plus importants étant la vitesse moyenne du vent dans un site spécifique et les caractéristiques de la pente, en particulier la pente.  Chaque bande a généralement une largeur comprise entre 25 pieds (7,6 m) et 75 pieds (23 m), mais certaines conditions peuvent nécessiter des largeurs supérieures à cette plage. Une largeur minimale de 15 m (50 pieds) est idéale pour l’utilisation de la plupart des équipements agricoles.

## Utilisation en conservation
La culture d'une culture cultivée (comme le maïs) en bandes alternant avec des bandes d'une culture formant du gazon (comme le foin) disposée de manière à suivre un contour approximatif du terrain et à minimiser l'érosion.
Les cultures en bandes aident à freiner l'érosion du sol en créant des barrages naturels pour l'eau, contribuant ainsi à préserver la résistance du sol. Certaines couches de plantes vont absorber les minéraux et l'eau du sol plus efficacement que d'autres. Lorsque l'eau atteint le sol plus faible, dépourvu des minéraux nécessaires pour la rendre plus solide, elle la lave normalement. Lorsque des bandes de sol sont suffisamment solides pour empêcher l'eau de circuler à l'intérieur, le sol le plus faible ne peut pas être éliminé comme il le ferait normalement. Pour cette raison, les terres agricoles restent fertiles beaucoup plus longtemps.
Le terme culture en bandes désigne également une méthode d'aridoculture utilisée parfois dans certaines régions des grandes plaines des États-Unis et des Prairies du Canada. Pour accumuler de l'humidité dans ces zones sèches, les terres cultivées sont périodiquement laissées en jachère. En règle générale, les zones en jachère et plantées sont organisées en bandes parallèles longues et étroites, orientées perpendiculairement aux vents dominants, afin de minimiser l'érosion du sol depuis les champs nus. La culture en bandes aide à prévenir l'érosion de masse en permettant aux racines des cultures de s'accrocher au sol pour l'empêcher d'être emporté.

## Types

### Strip intercropping
La culture intercalaire (Intercropping) consiste à cultiver deux ou plusieurs cultures dans le même champ. En culture intercalaire en bandes, le champ est toujours divisé en bandes, mais les bandes sont plus étroites et contiguës. Cela facilite le travail des machines agricoles modernes et permet aux plantes adjacentes de bénéficier d'effets de croissance synergiques. 

### Contour stripcropping
La culture en bandes de contour (Contour stripcropping) consiste à utiliser un système de rotation des cultures dans une pente afin de minimiser le ruissellement et la vitesse de la pluie. Il est principalement utilisé sur les pentes douces. La largeur des bandes de protection est souvent supérieure à celle des bandes de cultures en rangées afin qu'elles puissent effectivement intercepter le ruissellement..